# Vinter-PL 2022
Vinter-PL 2022 (kinesisk : 第十三届冬季残疾人奥林匹克运动会 ) var de 13. paralympiske vinterlege, der blev afholdt i Beijing, Kina fra 4. til 13. marts 2022 af den Internationale Paralympiske Komité. Åbnings- og afslutningssceremonien blev afholdt på Beijing Nationalstadion (Fuglereden) og blev tilmed også åbnet af Kinas præsident Xi Jinping.
I alt konkurrerede i alt 564 atleter, der repræsenterede 46 nationale paralympiske komiteer (NPC'er), der konkurrerede i 78 konkurrencer på tværs af seks sportsgrene. Deltagelser i legene blev påvirket af den igangværende russiske invasion af Ukraine kort inden legenes start; Den Internationale Olympiske Komité (IOC) fordømte Rusland for at overtræde den olympiske våbenhvile og opfordrede både Rusland og dets tilhænger Hviderusland til at blive udelukket fra internationale sportsbegivenheder. Mens IPC oprindeligt meddelte, at landenes atleter ville få lov til at konkurrere uafhængigt under det paralympiske flag, trak det tilbage den 3. marts 2022 – tærsklen til åbningsceremonierne – efter trusler om en boykot fra flere NPC'er og annoncerede, at hviderussiske og russiske atleter ville få forbud mod at konkurrere.

## Kalender
I den følgende kalender for Paralympiske vinterlege 2022 repræsenterede hver blå boks en begivenhedskonkurrence. De gule felter repræsenterede dage, hvor der afholdtes medaljeuddelingsfinaler for en sportsgren. Tallet i hver gul boks repræsenterede antallet af finaler, der konkurrerede på den pågældende dag.
| ● | Åbningsceremonien |  | Konkurrence |  | Finale | ● | Afslutningsceremonien |

| Marts            | Fre 4. | Lør 5 | Søn 6 | Man 7 | Tirs 8 | Ons 9 | Tors 10 | Fre 11 | Lør 12. | Søn 13 | Guld Medaljer |
| ---------------- | ------ | ----- | ----- | ----- | ------ | ----- | ------- | ------ | ------- | ------ | ------------- |
| Ceremonier       | ÅC     |       |       |       |        |       |         |        |         | AC     | N/A           |
| Alpint skiløb    |        | 6     | 6     |       | 6      |       | 3       | 3      | 3       | 3      | 30            |
| Skiskydning      |        | 6     |       |       | 6      |       |         | 6      |         |        | 18            |
| Langrend         |        |       | 2     | 4     |        | 6     |         |        | 6       | 2      | 20            |
| Kælkhockey       |        | ●     | ●     |       | ●      | ●     | ●       | ●      | ●       | 1      | 1             |
| Snowboarding     |        |       | ●     | 4     |        |       |         | ●      | 4       |        | 8             |
| Kørestolscurling |        | ●     | ●     | ●     | ●      | ●     | ●       | ●      | 1       |        | 1             |
| Total            | 0      | 12    | 8     | 8     | 12     | 6     | 3       | 9      | 13      | 6      | 78            |